# کنوانسیون نسل‌کشی
کنوانسیون پیشگیری و مجازات جنایت نسل‌کشی (CPPCG) یا کنوانسیون نسل‌کشی، یک معاهده بین‌المللی است که نسل‌کشی را جرم‌انگاری می‌کند و دولت‌ها را ملزم به عدم انجام آن می‌کند. این کنوانسیون، نخستین سند قانونی برای تدوین نسل‌کشی به‌عنوان یک جنایت و نخستین معاهده حقوق بشر بود که به اتفاق آرا توسط مجمع عمومی سازمان ملل متحد در ۹ دسامبر ۱۹۴۸ تصویب شد. این کنوانسیون در ۱۲ ژانویهٔ ۱۹۵۱ لازم‌الاجرا شد و دارای ۱۵۲ کشور عضو است.
کنوانسیون نسل‌کشی در واقع در واکنش به جنگ جهانی دوم شکل گرفت، که جنایاتی مانند هولوکاست رخ داده بود که فاقد توصیف یا تعریف قانونی کافی بودند. رافائل لمکین، وکیل یهودی-لهستانی، که در سال ۱۹۴۴ واژهٔ نسل‌کشی را برای توصیف سیاست‌های نازی‌ها در اروپای اشغالی و نسل‌کشی ارمنی‌ها برای به رسمیت شناختن آن به‌عنوان یک جنایت، بر اساس قوانین بین‌المللی ابداع کرد. این امر در سال ۱۹۴۶ در قطعنامهٔ تاریخی مجمع عمومی سازمان ملل به اوج رسید که نسل‌کشی را به‌عنوان یک جنایت بین‌المللی به رسمیت شناخت و خواستار ایجاد یک معاهدهٔ الزام‌آور برای جلوگیری و مجازات مرتکبین آن شد. بحث‌ها و مذاکرات بعدی بین کشورهای عضو سازمان ملل منجر به تدوین این کنوانسیون شد.
این کنوانسیون، نسل‌کشی را با عنوان «تلاش عمدی برای نابودی کامل یا جزئی یک گروه بر اساس ملیت، قومیت، نژاد یا مذهب آن‌ها تعریف می‌کند». این کنوانسیون، چندین عمل را به‌عنوان نسل‌کشی به رسمیت می‌شناسد، مانند تحمیل کنترل موالید و انتقال اجباری کودکان، و همدستی، تلاش یا تحریک برای ارتکاب آن را جرم‌انگاری می‌کند. کشورهای عضو کنوانسیون، از انجام نسل‌کشی منع شده و همهٔ مرتکبان صرف‌نظر از این‌که افراد عادی، مقامات دولتی یا رهبران سیاسی دارای مصونیت حاکمیتی باشند، باید محاکمه شوند.
کنوانسیون نسل‌کشی بر قوانین در سطح ملی و بین‌المللی تأثیر گذاشته‌است. تعریف آن از نسل‌کشی توسط دادگاه‌های بین‌المللی و ترکیبی مانند دادگاه کیفری بین‌المللی پذیرفته شده و در قوانین داخلی چندین کشور، گنجانده شده‌است. مفاد آن به‌طور گسترده‌ای منعکس‌کنندهٔ قوانین عرفی است و در نتیجه، برای همهٔ ملت‌ها اعم از کشورهای عضو و غیرعضو، الزام‌آور تلقی می‌شود. دیوان بین‌المللی دادگستری (ICJ) نیز حکم داده‌است که اصول زیربنای کنوانسیون، یک هنجار بنیادین علیه نسل‌کشی است که هیچ دولتی نمی‌تواند آن را زیر پا بگذارد. کنوانسیون نسل‌کشی، صلاحیت دیوان بین‌المللی دادگستری را برای رسیدگی به اختلافات، که منجر به دعاوی بین‌المللی مانند پروندهٔ نسل‌کشی روهینگیا و اختلاف بر سر تهاجم روسیه به اوکراین در سال ۲۰۲۲ می‌شود، مجاز می‌داند.

## تعریف نسل‌کشی
ماده ۲ کنوانسیون نسل‌کشی را چنین تعریف می‌کند
هر یک از اعمال زیر که به قصد نابودی کلی یا جزئی یک گروه ملی، قومی، نژادی یا مذهبی انجام شده‌است:
الف) کشتن اعضای گروه؛
ب) ایجاد آسیب جدی جسمی یا روحی به اعضای گروه.
ج) تحمیل عمدی شرایط زندگی گروهی که برای نابودی کامل یا جزئی فیزیکی آن محاسبه شده‌است.
د) اعمال تدابیری برای جلوگیری از تولد در داخل گروه.
ه) انتقال اجباری کودکان گروه به گروهی دیگر.
کنوانسیون پیشگیری و مجازات جنایت نسل‌کشی، ماده ۲ 
ماده ۳ جرایمی را که بر اساس کنوانسیون قابل مجازات هستند تعریف می‌کند:
الف) نسل‌کشی.
ب) توطئه برای ارتکاب نسل‌کشی.
ج) تحریک مستقیم و علنی برای ارتکاب نسل‌کشی.
د) تلاش برای ارتکاب نسل‌کشی.
ه) همدستی در نسل‌کشی.
کنوانسیون پیشگیری و مجازات جنایت نسل‌کشی، ماده ۳
این کنوانسیون برای غیرقانونی کردن اقدامات مشابه با نسل‌کشی ارامنه و هولوکاست تصویب شد.
اولین پیش نویس کنوانسیون شامل کشتار سیاسی بود، اما اتحاد جماهیر شوروی و برخی از کشورهای دیگر نمی‌پذیرفتند که اقدامات علیه گروه‌هایی که دارای عقاید سیاسی یا موقعیت اجتماعی مشابهی هستند، نسل‌کشی باشد،بنابراین این مقررات متعاقباً در یک سازش سیاسی و دیپلماتیک حذف شدند. 

## کشورهای عضو
تا تاریخ مه ۲۰۲۱ تعداد ۱۵۲ کشور، عضو این کنواسیون شده‌اند، که نماینده اکثریت قریب به اتفاق کشو‌رهای مستقل هستند - که آخرین آنها کشور موریس است.

مشارکت کشورها در کنوانسیون نسل‌کشی
امضا و تصویب شده
پذیرفته یا موافقت شده
فقط امضا شده

در ۸ ژوئیه ۲۰۱۹; یکی از کشورها، جمهوری دومینیکن، این معاهده را امضا کرده اما تصویب نکرده‌است. چهل و چهار کشور این کنوانسیون را نه امضا کرده و نه تصویب کرده‌اند.

### حق شرط

#### مصونیت از تعقیب قضایی
چندین طرف، تصویب کنوانسیون را مبتنی بر شرط‌هایی کردند که بدون رضایت دولت ملی از تعقیب قضایی برای نسل‌کشی مصونیت می‌دهد.
| طرف‌هایی که از پیگرد قانونی محفوظ هستند | توضیح |
| -------------------------------------- | --- |
| امارات متحده عربی                      | |
| ایالات متحده امریکا                    | مخالف:اسپانیا، استونی، انگلستان، ایتالیا، ایرلند، ترکیه، دانمارک، سوئد، فنلاند، مکزیک، نروژ، هلند، یونان |
| بحرین                                  | |
| بنگلادش                                | |
| چین                                    | |
| سنگاپور                                | مخالف: انگلستان، هلند                                                                                    |
| مالزی                                  | مخالف: انگلستان، هلند                                                                                    |
| مراکش                                  | |
| میانمار                                | |
| ونزوئلا                                | |
| ویتنام                                 | مخالف: انگلستان                                                                                          |
| هند                                    | |
| یمن                                    | مخالف: انگلستان                                                                                          |

### کاربرد در مناطق غیر خودگردان
چندین کشور با این ماده مخالفت کردند، با توجه به اینکه این کنوانسیون به‌طور خودکار باید در مورد سرزمین‌های غیر خودگردان نیز اعمال شود:
- آلبانی
- اوکراین
- بلاروس
- بلغارستان
- رومانی
- فدراسیون روسیه
- لهستان
- مجارستان
- مغولستان
- میانمار

مخالفت این کشورها به نوبه خود با مخالفت‌های زیر روبرو شد:
- استرالیا
- اکوادور
- برزیل
- بلژیک
- بریتانیا
- چین
- سری لانکا
- هلند

## دعوی قضایی

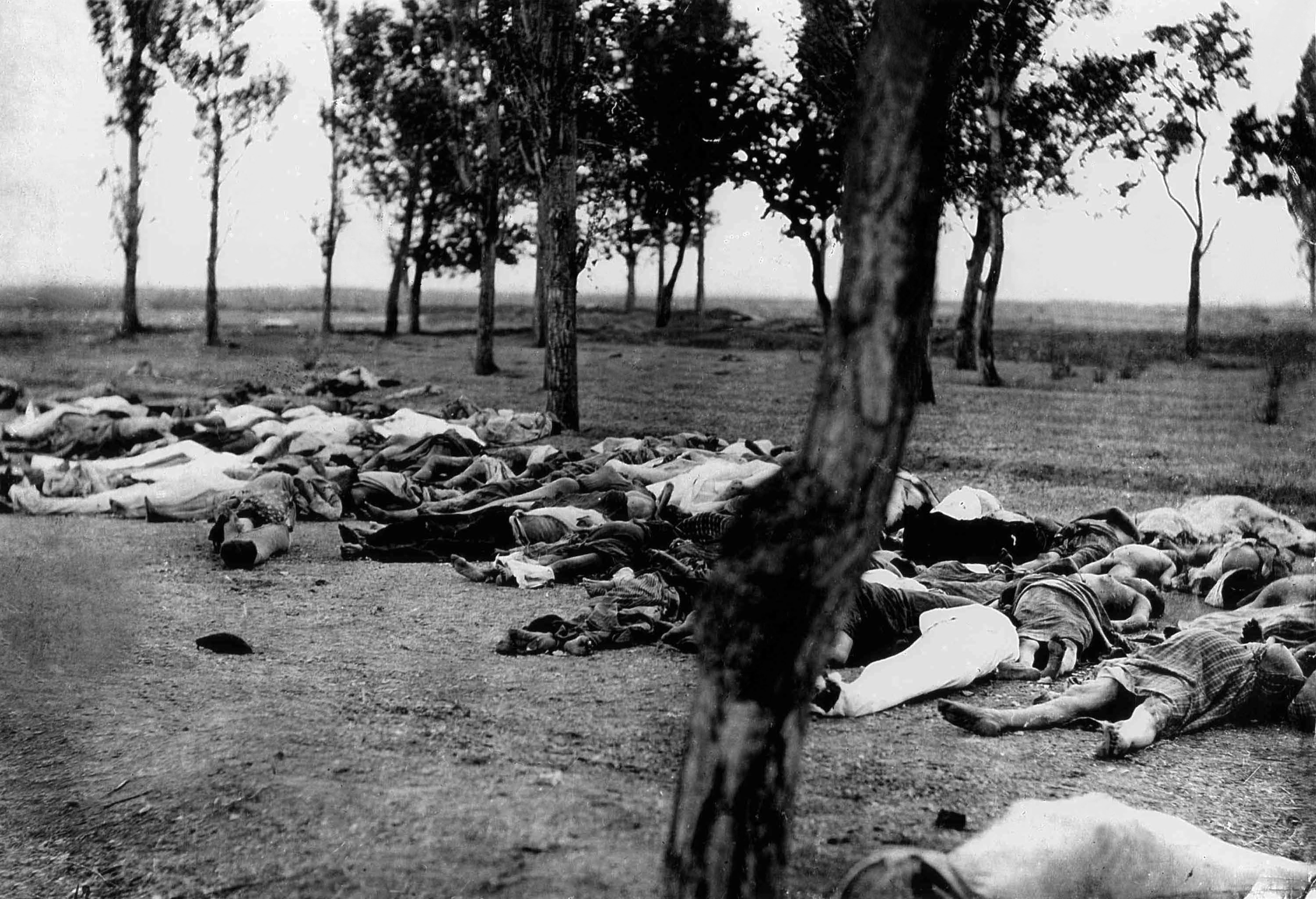
یک نوع کشتار نسل کشی

### تهاجم روسیه به اوکراین
در فوریه ۲۰۲۲، روسیه به اوکراین حمله کرد و ادعا کرد که برای محافظت از اوکراینی‌های روسی‌زبان در برابر «نسل‌کشی» اقدام کرده‌است. در پاسخ، اوکراین بر اساس کنوانسیون نسل‌کشی شکایت کرد و مدعی شد که روسیه از ادعای نسل‌کشی به منظور توجیه تهاجم غیرقانونی خود، سوءاستفاده می‌کند. در ۱۶ مارس، دیوان بین‌المللی دادگستری، دستوری موقت صادر کرد و حکم داد که روسیه باید فوراً عملیات نظامی خود در اوکراین را متوقف کند.